# Імено
Імено (словен. Imeno) — поселення в общині Подчетртек, Савинський регіон, Словенія. Висота над рівнем моря: 196,1 м.